# A Chess Dispute
A Chess Dispute je britský němý film z roku 1903. Režisérem je Robert W. Paul (1869–1943). Film trvá zhruba jednu minutu.

## Děj
Film zachycuje dva muže hrající šachy. Zatímco si jeden z hráčů odloží dýmku, jeho protivník tajně pohne dvěma figurkami, což vyústí v hádku, která skončí vleklou a nemilosrdnou pěstní rvačkou. Boj nakonec ukončí až číšník, který oba chytne za límec.